# Borest
Borest ist eine französische Gemeinde mit 356 Einwohnern (Stand: 1. Januar 2022) im Département Oise in der Region Hauts-de-France. Sie gehört zum Arrondissement Senlis und zum Kanton Nanteuil-le-Haudouin.

## Geographie
Borest liegt etwa 45 Kilometer nordöstlich von Paris an der Nonette. Umgeben wird Borest von den Nachbargemeinden Barbery im Norden, Montépilloy im Nordosten, Baron im Osten, Fontaine-Chaalis im Süden und Osten sowie Mont-l’Évêque im Westen.

## Bevölkerungsentwicklung
| Jahr                      | 1962 | 1968 | 1975 | 1982 | 1990 | 1999 | 2006 | 2013 | 2021 |
| Einwohner                 | 312  | 295  | 310  | 271  | 343  | 326  | 339  | 329  | 344  |
| Quelle: Cassini und INSEE |      |      |      |      |      |      |      |      |      |

## Sehenswürdigkeiten
Siehe auch: Liste der Monuments historiques in Borest
- Menhir La Queue de Gargantua
- Kirche Saint-Martin aus dem 12. Jahrhundert, Monument historique seit 1930
- Priorat Sainte-Geneviève aus dem 12. Jahrhundert mit Um- und Anbauten aus dem 14. Jahrhundert, seit 1930 Monument historique
- Schloss La Bossière
- Herrenhaus Saint-Vincent

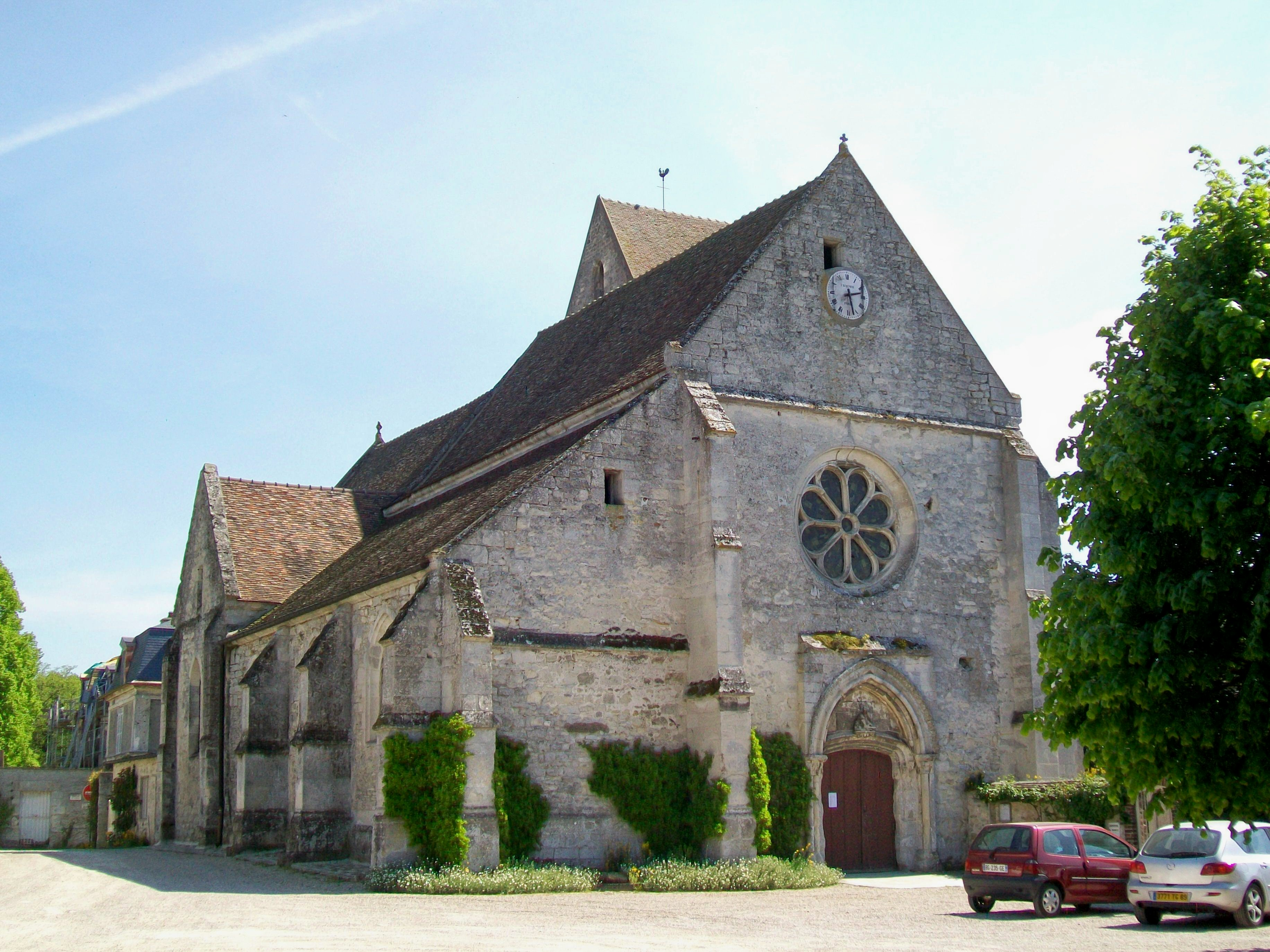
Kirche Saint-Martin
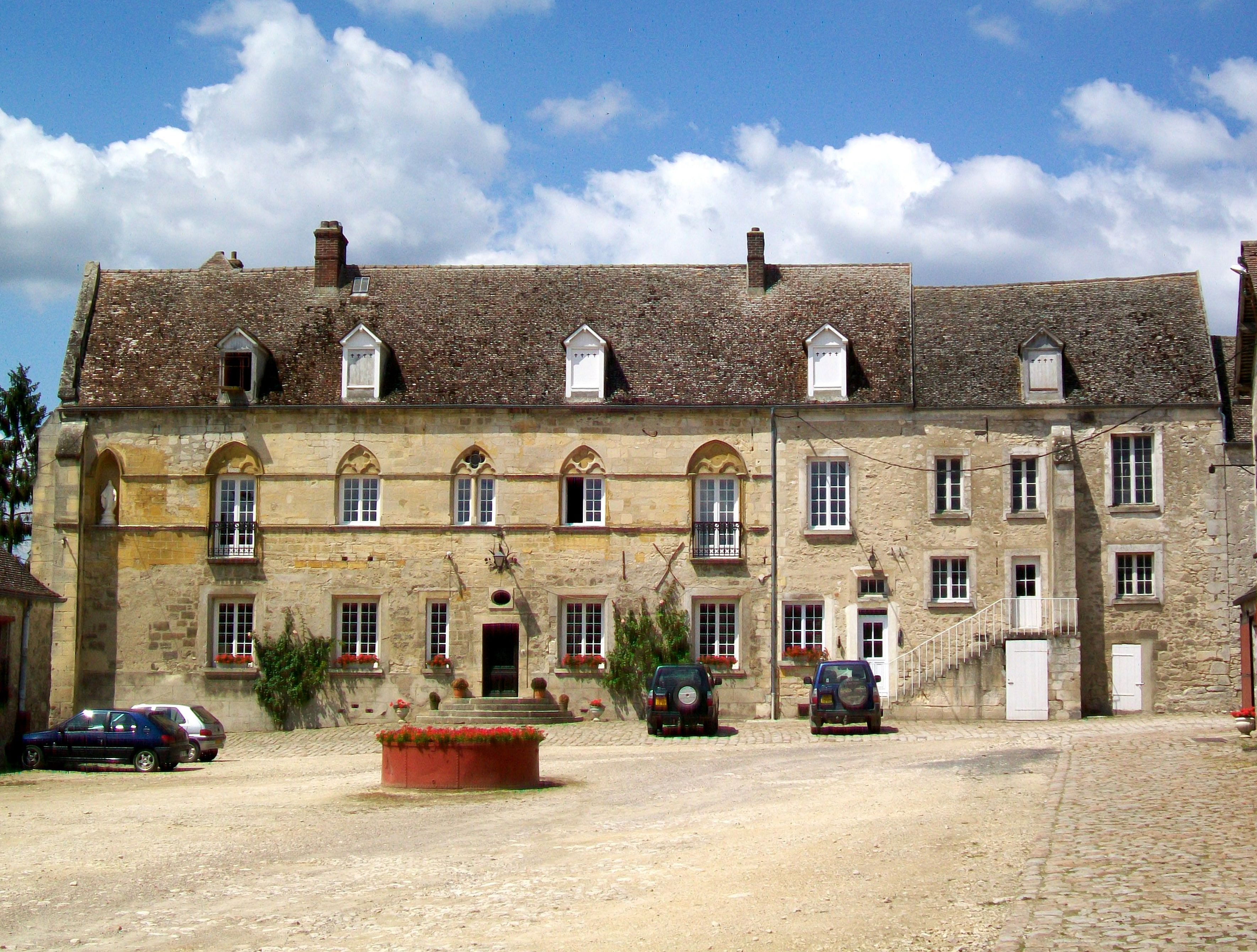
Reste des ehemaligen Priorats
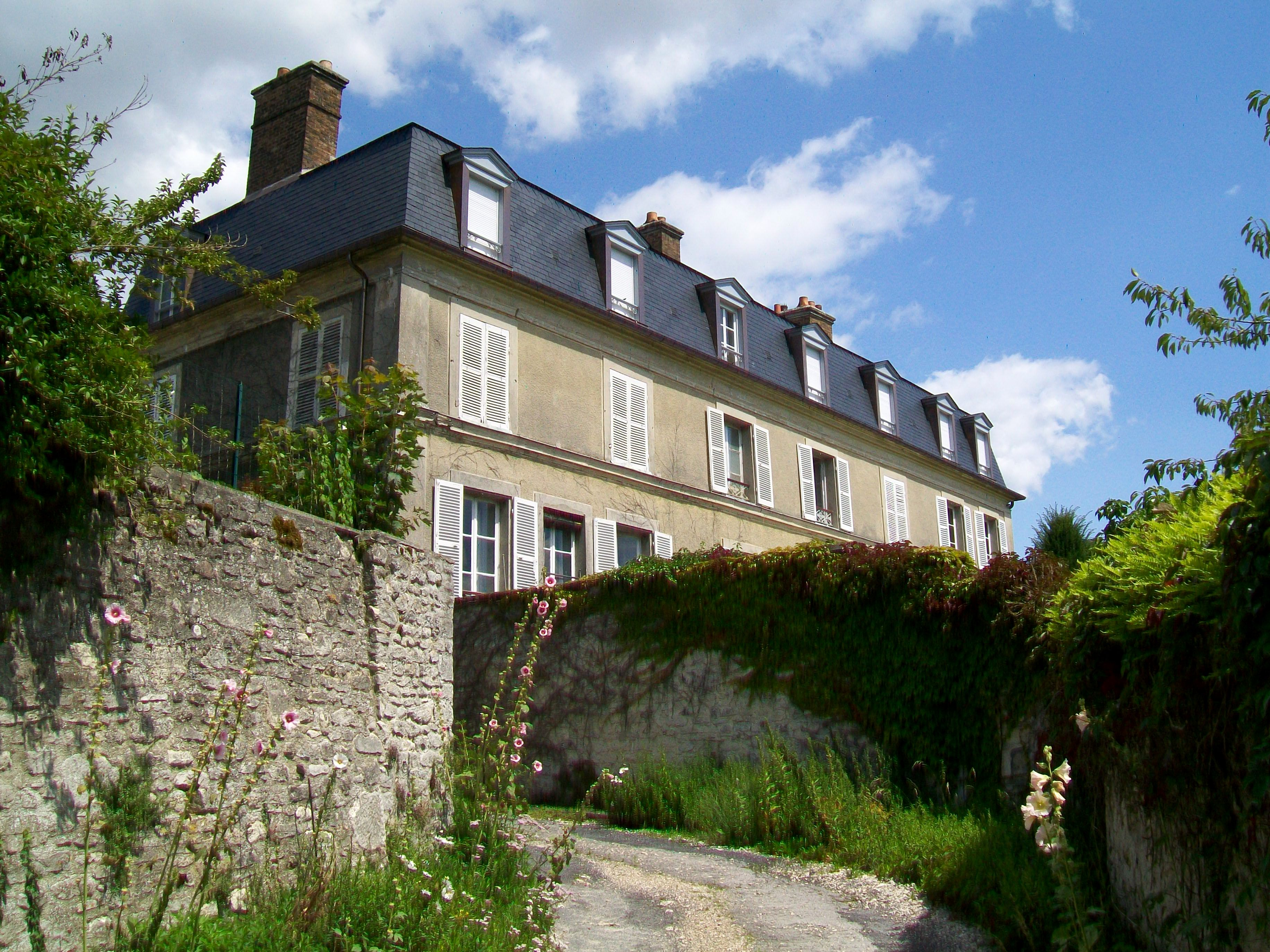
Schloss La Boissière
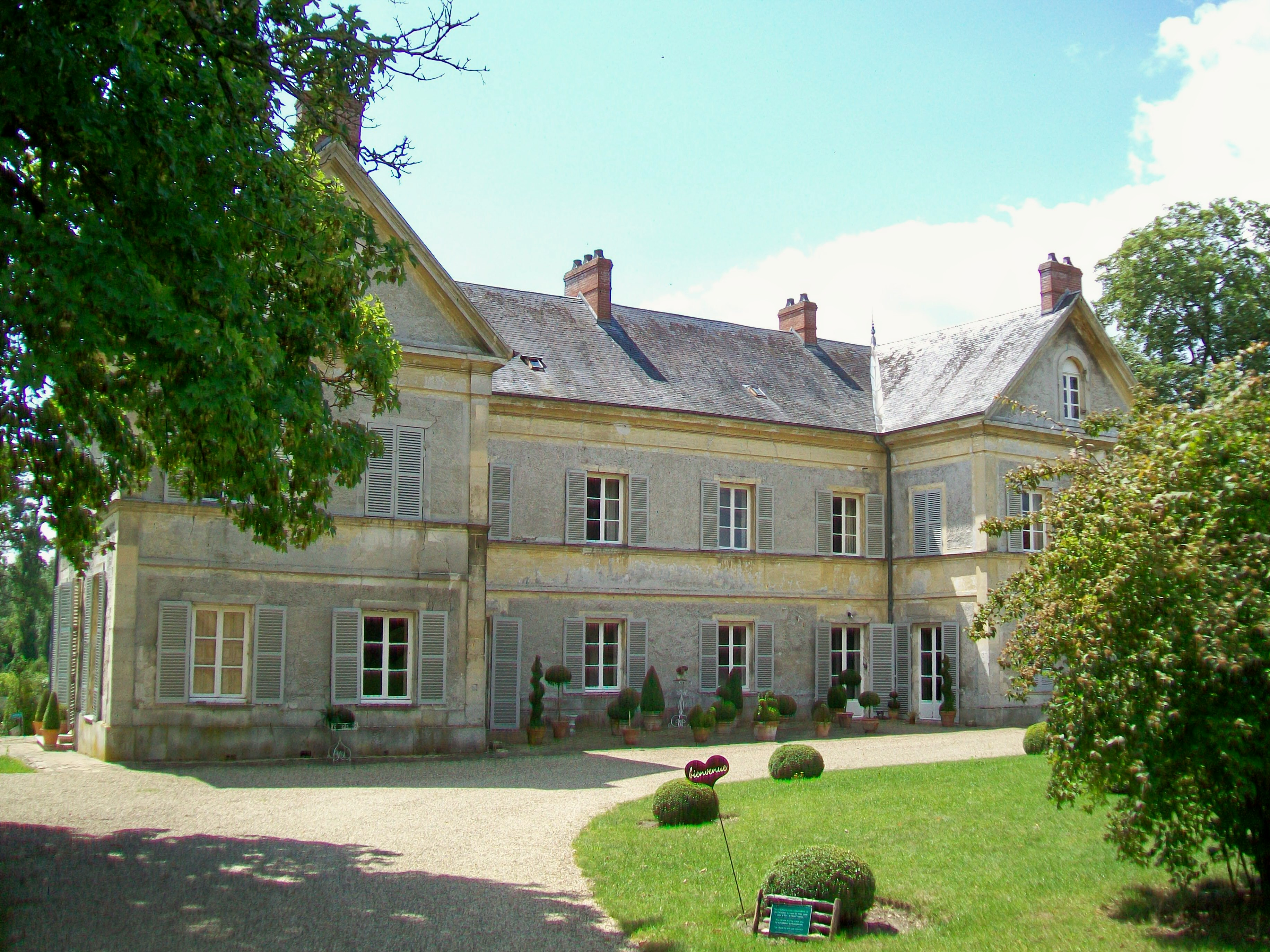
Herrenhaus Saint-Vincent
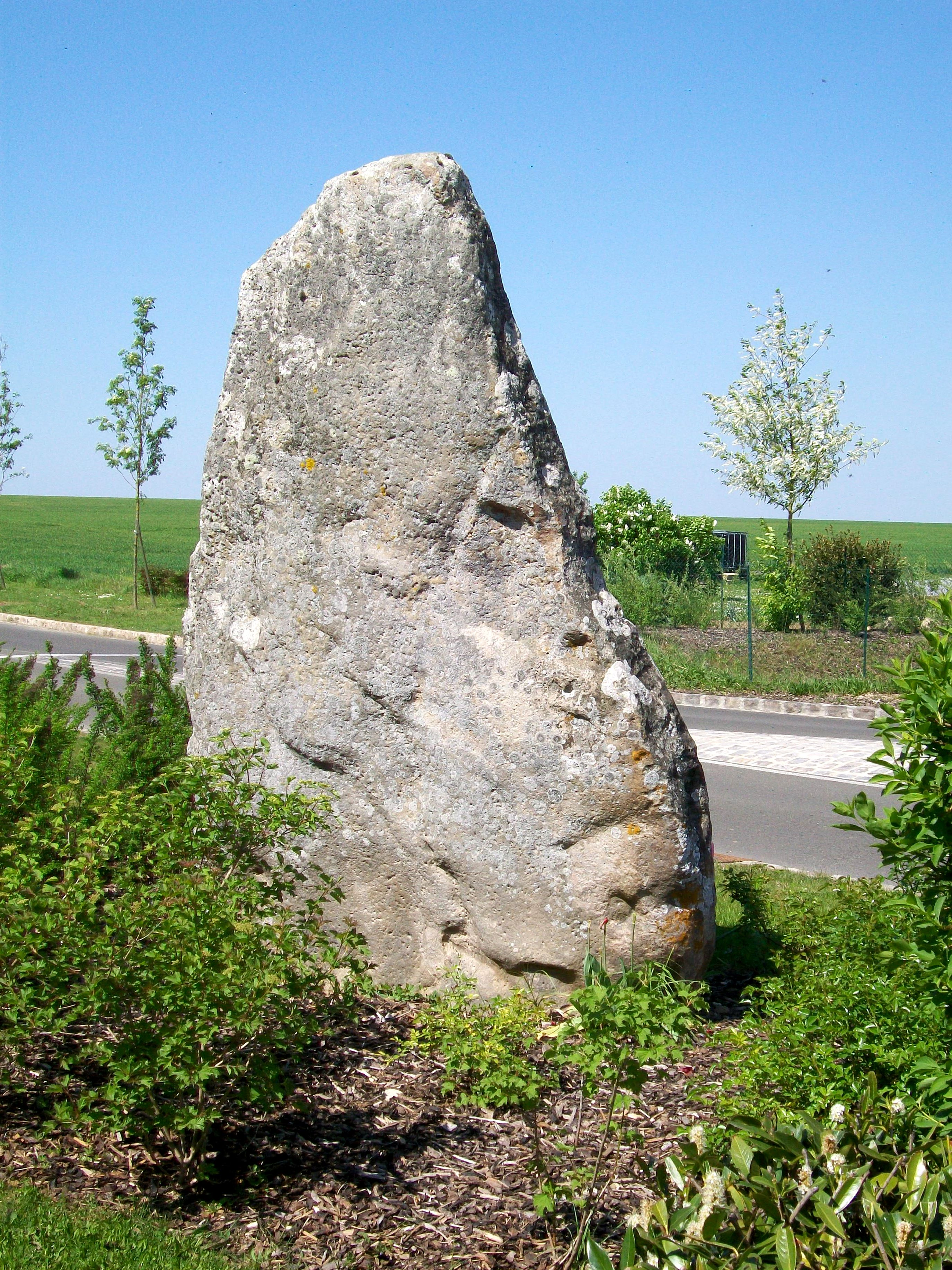
Menhir Queue de Gargantua